# Maik Galakos
Ilias "Maik" Galakos (grec. Μάικ Γαλάκος; ur. 23 listopada 1951 w Pireusie) były grecki piłkarz grający na pozycji pomocnika.

## Kariera klubowa
Maik Galakos karierę piłkarską rozpoczął w RFN, (gdzie wyemigrował jako dziecko) w Fortunie Düsseldorf w 1972 roku. Fortunie rozegrał tylko dwa mecze w lidze. W 1973 roku przeszedł do Olympiakosu Pireus. Z Olympiakosem zdobył czterokrotnie zdobył mistrzostwo Grecji w 1974, 1975, 1980 i 1981, dwukrotnie Puchar Grecji w 1975 i 1981 roku. W 1981 roku przeszedł Panathinaikosu Ateny, w którym zakończył karierę w 1986 roku. Z Panathinaikosem dwukrotnie zdobył mistrzostwo Grecji w 1984 i 1986, trzykrotnie Puchar Grecji w 1982, 1984 i 1986 oraz półfinał Pucharu Mistrzów, gdzie Panathinaikos minimalnie uległ Liverpoolowi.

## Kariera reprezentacyjna
W reprezentacji Grecji Maik Galakos występował w latach 1975–1984. W 1980 roku uczestniczył w Mistrzostwach Europy 1980, który był pierwszym międzynarodowym sukcesem w historii greckiego futbolu reprezentacyjnego. Na Euro 80 Galakos wystąpił we wszystkich trzech meczach Holandią, Czechosłowacją i RFN. Ogółem w reprezentacji Hellady wystąpił w 30 meczach i strzelił 5 bramek.